# Giacobbe di Edessa
Giacobbe di Edessa, conosciuto anche come Giacomo di Edessa (Aleppo, 640 circa – Edessa, 5 giugno 708) è stato uno scrittore e arcivescovo cristiano orientale siro.
Appartenente alla Chiesa giacobita, fu arcivescovo di Edessa.

## Biografia
Giacobbe di Edessa nacque ad Aindaba (nelle vicinanze della odierna Aleppo) nell'anno 640, o poco dopo. Studiò e si perfezionò nella cultura del tempo, dapprima nel famoso monastero di Qinnasrin (sulla riva sinistra dell'Eufrate), sotto la guida di Severo Sebokht, poi presso l'altrettanto famoso Didaskaleion di Alessandria d'Egitto.
Ritornato nel suo paese e nel suo monastero, in cui aveva vestito l'abito monacale, spinto dall'amico Attanasio II, Patriarca di Antiochia, nel 684 circa accettò di essere nominato vescovo di Edessa, in cui però rimase soltanto quattro anni, costretto alle dimissioni per le critiche del suo clero che male sopportava l'osservanza delle severe norme canoniche volute da diversi concili locali e ora ripristinate dal nuovo vescovo. Prima, però, di abbandonare la sua sede fece un gesto eclatante: bruciò una copia del codice di diritto canonico davanti all'episcopio del patriarca di Antiochia, ora non più il suo amico Attanasio, ma Giuliano II, piuttosto tiepido nel sostenere l'opera riformatrice di Giacobbe. Dopo di ciò si ritirò nel monastero di Eusebona.
Qui, e in altri vicini monasteri, diede un grande impulso a studi scientifici di ogni genere. In questo monastero rimase 11 anni durante i quali compose un commento ai Salmi e insegnò la lingua greca e in particolare come interpretare il greco del Nuovo Testamento. Alla fine, però, l'antipatia dei monaci e dell'ambiente circostante verso il mondo greco e in particolare contro la lingua greca gli consigliò di cambiare monastero. Ed allora si stabilì in quello di Qenneshrin, sempre in Siria e sempre nelle vicinanze dell'Eufrate.
In questo monastero Giacobbe di Edessa completò la compilazione della revisione della Peshitta, la versione siriaca dell'Antico Testamento: lavoro realizzabile soprattutto per la possibilità di comparare ogni tratto siriaco con gli analoghi della lingua greca.
Nel 708 fu infine richiamato a riprendere l'attività di vescovo proprio in Edessa, ma morì quattro mesi dopo, il 5 giugno 708.

## Pensiero teologico
Giacobbe è fedele al cristianesimo della tradizione siriaca, in cui l'obbedienza ai dogmi è messa in crisi da una forte inclinazione al monofisismo. L'orientalista italiano Giuseppe Simone Assemani (1687-1768) inizialmente valutò il suo pensiero come appartenente all'ortodossia (cioè conforme ai principii del Concilio di Calcedonia), ma in seguito ad una più attenta lettura delle sue opere ebbe a ricredersi.

## Opere di Giacobbe di Edessa
La maggior parte delle opere di Giacobbe di Edessa, ripubblicate soltanto nel 1911, sono riprese dalla Biblioteca Orientalis dell'Assemani e dalle ricerche dell'orientalista William Wright, i cui incartamenti si trovano presso il British Museum di Londra.

### Traduzioni e commenti biblici ed altre opere
Giacobbe raccolse le molteplici versioni della Peshitta (traduzione in lingua siriaca dell'Antico Testamento); effettuò una revisione completa giovandosi soprattutto della sua conoscenza del greco, che gli permise di comparare i testi delle due lingue. Ne risultò un'opera che William Wright definì “stranamente eclettica”. Questa Peshitta si diffuse anche in Occidente: William Wright parla di cinque copie rimaste in diverse biblioteche d'Europa. Nella pubblicistica siriaca posteriore Giacobbe è menzionato come “l'interprete della Bibbia” per antonomasia. Ancora riguardo alla Bibbia, egli compose un Hexaemeron (i sei giorni della creazione). Una gran parte del settimo libro (sull'uomo) fu lasciato incompiuto dall'autore a causa della sua morte, e fu completato in seguito dall'amico Giorgio delle Nazioni. Manoscritti di quest'opera furono trovati a Lione e a Leida. 
Giacobbe tradusse dal greco al siriaco anche un apocrifo dell'Antico Testamento, la Storia dei Recabiti.   Anch'egli, come negli ambienti biblici ebrei, volle creare la sua “massora” cioè l'introduzione delle vocali nella puramente consonantica scrittura siriana.

### Canoni e Liturgia
Giacobbe creò una “collezione di canoni”, decreti dei vari concili. In una lettera, giunta fino a noi, al prete Addai si legge di una serie di canoni, basandosi sui quali Giacobbe risponde alle domande dell'interrogante. Creò anche testi liturgici, in prosa e poesia, a volte adattando traduzioni dal greco (Wright, Short History, p. 145 ss.).

### Contributi filosofici
Grazie al suo prestigio personale, il monastero di Qinnasrin divenne centro di un'intensa attività culturale, che, dall'esegesi biblica, si estese alla filosofia e alla scienza. Egli scrisse un Trattato sui sillogismi. Suo è anche un Enchiridion (un glossario di termini filosofici). A lui furono attribuite anche traduzioni di opere di Aristotele, come dell'Organon; ma la critica successiva trova che solo la traduzione delle Categorie è autentica.
Uno scritto, di tenore filosofico, circolante in Europa, De omnium causa causarum ("Della causa delle cause"), appartiene, sì, ad un vescovo di Edessa, ma è di epoca posteriore.

### Contributi relativi alla storia
Giacobbe scrisse anche un Kronikon, quasi una continuazione della Storia Ecclesiastica di Eusebio di Cesarea. Di questa, però, resta soltanto un foglio di un manoscritto, oggi conservato presso la British Library di Londra.

### Contributi linguistici
Egli, come detto, elaborò la sua “massora”. Si ispirò alle vocali della lingua greca che applicò alla consonantica scrittura della lingua siriana. Le vocali andavano scritte sopra la riga. Il sistema piacque e fu ricevuto dall'ambiente colto. Egli tentò anche di far immettere le vocali nel corpo della parola – sulla stessa riga – ma l'innovazione non ebbe successo.

### Teologia e scienza
Riguardo a questo tema Giacobbe non trattò espressamente, ma il suo pensiero al riguardo si può dedurre dai suoi interessi riguardo alle scienze naturali e astronomiche, che egli stesso aveva provocato nel monastero di Qinnasrin, e attorno ad esso. 
Egli concorda, ad esempio, con la tesi che la terra sia rotonda e sferica, anzi si preoccupa di fornire le prove di questo fatto non constatabile a prima vista. Scrive: "Da ‘'Est ad Ovest'’, le terre emerse dall'acqua sono una metà della sfera terrestre; da ‘'Nord a Sud'’ sono una sesta parte: dunque la terra è tre volte più lunga che larga [...]. Essa è lunga 13 000 miglia (circa 19 000 chilometri), ed è larga 4 500 miglia (6 700 chilometri)”, che fanno 38 000 chilometri di circonferenza. Giacobbe, partendo da questi dati, cerca anche di misurare il peso della terra. E conclude con questa informazione: “Si dice che di fronte  alla Spagna e alle Colonne d'Ercole, fino alla Cina si estende una terra sconosciuta e non abitata”.
Giacobbe intuisce anche che la luna e i pianeti non godono di luce propria, che le fasi della luna sono soltanto problema di prospettiva. Egli suggerisce un metodo per stabilire la lunghezza del giorno e della notte in diverse latitudini, sia d'inverno che d'estate anche di luoghi lontani e immaginari.